# Mikel Garikoitz Aspiazu Rubina
Mikel Garikoïtz Aspiazu Rubina (* 6. Juli 1973 in Bilbao; besser bekannt als Txeroki) war Militärchef der baskischen Untergrundorganisation ETA. Rubina gehörte zu den meistgesuchten ETA-Terroristen und wurde am 17. November 2008 im französischen Cauterets verhaftet.

## Leben
Mikel Garikoitz Aspiazu Rubina, alias „Txeroki“, war in seinen Jugendjahren in militanten ETA-Sympathisantengruppen engagiert und arbeitete in ETA-nahen Bars in der Altstadt von Bilbao. Er war im kale borroka, baskisch für „Straßenkampf“ aktiv, der sich gegen den spanischen Staat richtete. Die ihm zur Last gelegten Anschläge und Morde begannen 2001 und endeten Ende 2007. Aspiazu Rubina wird unter anderem der Mord an dem spanisch-katalanischen Richter José María Lidón in Bilbao vorgeworfen, der vor seiner Garage erschossen wurde.
Aspiazu Rubina gilt als treibende Kraft für den Bruch des Waffenstillstands im Jahr 2004, nach zunächst erfolgreich scheinenden Verhandlungen um eine friedliche Lösung des Baskenland-Problems mit Ministerpräsident José Luis Rodríguez Zapatero. Den Dialog mit Madrid lehnt er kategorisch ab.
Der damalige spanische Innenminister Alfredo Pérez Rubalcaba beschuldigte ihn unter anderem des Mordes an zwei spanischen Zivilgardisten am 1. Dezember 2007 in Capbreton. Rubina soll nach Aussagen von inhaftierten ETA-Mitgliedern der Täter gewesen sein. Der im Dezember 2006 verübte Sprengstoffanschlag auf das Parkhaus des Madrider Hauptflughafens Barajas, bei dem zwei Ecuadorianer ums Leben kamen, brach die zwischen Madrid und der ETA vereinbarte Waffenruhe. Hierbei soll Aspiazu Rubina entscheidend Regie geführt haben.
Durch die Zusammenarbeit der spanischen Guardia Civil und der französischen Polizei konnten er sowie die ebenfalls gesuchte Leire López Zurutza am 17. November 2008 in Cauterets verhaftet werden.
Rubina wurde noch vor seiner Verhaftung von einer französischen Richterin wegen der Mitgliedschaft in der ETA zu sechs Jahren Haft verurteilt.